# Les Neuf Vies de Fritz le chat
Série
Fritz le chat
(1972)
Pour plus de détails, voir Fiche technique et Distribution.
Les Neuf Vies de Fritz le chat (The Nine Lives of Fritz the Cat) est un film américain réalisé par Robert Taylor, sorti en 1974. Il fait suite à Fritz le chat (1972) de Ralph Bakshi.

## Synopsis
Alors qu'il a perdu l'une de ses vies, Fritz le chat en a encore huit. Alors que sa femme lui crie dessus, il s'imagine ce que sa vie aurait pu être.

## Fiche technique
- Titre original : The Nine Lives of Fritz the Cat
- Titre français : Les Neuf Vies de Fritz le chat
- Réalisation : Robert Taylor
- Scénario : Fred Halliday, Eric Monte et Robert Taylor d'après le comic strip de Robert Crumb
- Musique : Tom Scott
- Photographie : Ted C. Bemiller et Gregg Heschong
- Montage : Marshall M. Borden
- Production : Steve Krantz
- Société de production : Steve Krantz Productions et American International Pictures
- Société de distribution : American International Pictures (États-Unis)
- Pays de production :  États-Unis
- Genre : Animation et comédie noire
- Durée : 77 minutes
- Dates de sortie : 
  - États-Unis : 26 juin 1974
  - France : 11 décembre 1974

## Doublage
- Skip Hinnant : Fritz
- Reva Rose : la femme de Fritz
- Peter Leeds : Juan / personnage divers
- Louisa Moritz : Chita, la sœur de Juan
- Joan Gerber : la femme de Han
- Sarina C. Grant : le cafard
- Robert Ridgely : le diable / voix additionnelles

## Distinctions
Le film a été présenté en sélection officielle en compétition au Festival de Cannes 1974.